# Rundfunkjahr 1953

1953: Gründung des Sender Freies Berlin

Liste der Rundfunkjahre

◄◄ | ◄ | 1949 | 1950 | 1951 | 1952 | Rundfunkjahr 1953 | 1954 | 1955 | 1956 | 1957 | ► | ►►

Weitere Ereignisse

## Allgemein
- 1953 wird in mehreren Ländern, darunter Japan (NHK, 30. Januar) und die Tschechoslowakei (ČST, 1. Mai), der regelmäßige Fernsehbetrieb aufgenommen.
- 5. März – Tod Stalins.
- 3. April – In den USA erscheint die erste Ausgabe der Programmzeitschrift TV-Guide.
- 2. Juni – Die Krönung Elisabeth II., die von der BBC live übertragen wird, stellt das erste große Fernsehereignis der britischen und europäischen Nachkriegsgeschichte dar.
- 17. Juni – Volksaufstand in der DDR.
- 27. Juli – Mit einem Waffenstillstandsabkommen zwischen der UNO und Nordkorea endet der Koreakrieg.
- 21. August – Die Alliierte Kommission für Österreich beschließt zukünftig auf ihr Zensurrecht für den in- und ausländischen Post-, Telegramm- und Briefverkehr sowie den Rundfunk in Österreich zu verzichten.
- 6. September – Mit Testsendungen aus Wien und Klagenfurt beginnt das Zeitalter des UKW-Rundfunks in Österreich[1].
- 12. November – Gründung des Sender Freies Berlin (SFB). Der Sender, der zum Verband der ARD gehört, ist die erste Anstalt in Berlin, die unter keiner Oberhoheit der vier Besatzungsmächte steht.
- 1. Dezember – In den USA wird zum ersten Mal das Lifestyle- und Männermagazin Playboy veröffentlicht. Auf dem Cover der Erstausgabe ist – kaum zwei Jahre nach ihren ersten großen Erfolgen – die Hollywoodschauspielerin Marilyn Monroe zu sehen.

## Hörfunk
- 8. Februar – Eröffnung des Klagenfurter Funkhauses.
- März – In Österreich ist auf Rot-Weiß-Rot die erste Folge der Serie Die Radiofamilie Floriani zu hören.
- 3. Mai – Die Deutsche Welle geht mit einer Grußbotschaft von Bundespräsident Theodor Heuss unter dem Dach des Nordwestdeutschen Rundfunk auf Sendung.
- 12. September – Der NWDR in Köln beginnt mit der Ausstrahlung des 8-teiligen Hörspiels Paul Temple und der Fall Vandyke von Francis Durbridge mit René Deltgen, Annemarie Cordes und Kurt Lieck in den Hauptrollen (Regie: Eduard Hermann).
- 6. Oktober – Die Hörspielserie Rocky Fortune mit Frank Sinatra hat auf NBC Red Network Premiere.
- 25. Oktober – Der Hessische Rundfunk sendet die erste Folge der Hörspielreihe Prokurist a. D. Hesselbach, Büro für Lebensberatung von und mit Wolf Schmidt, unter der Regie von Otto Stadler aus. Sie ist die Fortsetzung der 47-teiligen Serie Familie Hesselbach (1949–1953).

## Fernsehen

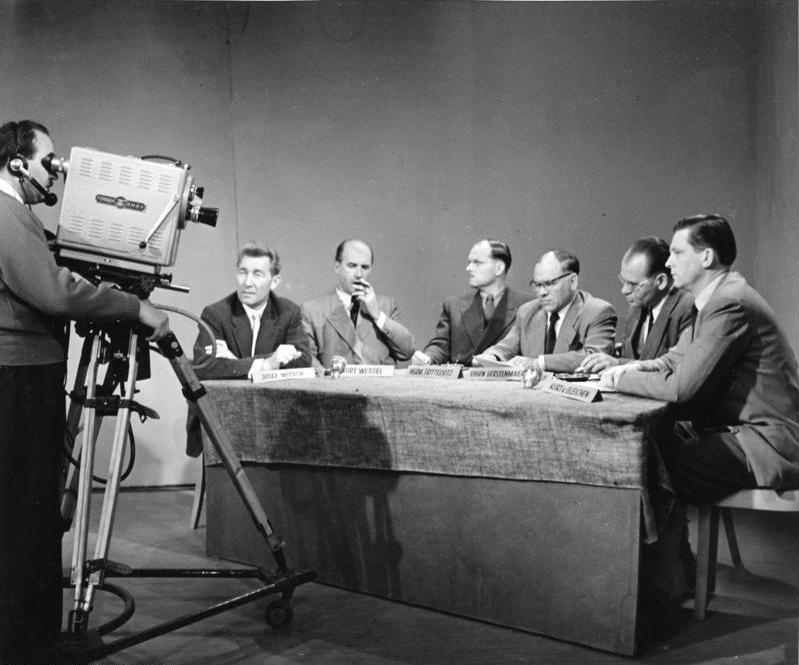
Studio Köln: Journalistenrunde über die Saarfrage

- 4. Januar – Der Wochenspiegel wird zum ersten Mal ausgestrahlt.
- 5. Februar – Bei den fünften Emmy-Awards wird unter anderen I love Lucy mit Lucille Ball als beste Sitcom ausgezeichnet. Der Preis für den besten Entertainer geht an Jimmy Durante, beste Schauspielerin wird Helen Hayes, bester Schauspieler Thomas Mitchell.
- 17. April – Unter dem Titel Kaleidoskop wird das erste Magazin im deutschen Fernsehen ausgestrahlt.[2]
- 20. Juli – Die BBC-Reihe The Good Old Days hat Premiere. In der Show, die bis 1983 regelmäßig ausgestrahlt wird, sind Varieté- und Music-Hall-Programme im Stil der Viktorianischen und Edwardischen Epoche zu sehen.
- 29. August – Das Schweizer Fernsehen strahlt zum ersten Mal die Nachrichtensendung Tagesschau aus.
- 30. August – Die Diskussionssendung Der Internationale Frühschoppen  mit Werner Höfer (nach dem US-Vorbild Meet the Press) geht erstmals auf Sendung.
- 27. Oktober – Mit dem Stück Der Etappenhase von Karl Bunje überträgt der NWDR Köln erstmals eine Theateraufführung aus dem Kölner Millowitsch-Theater.
- 24. Dezember – Auf NBC ist die erste Folge der Krimiserie Dragnet in ihrer Fernsehfassung zu sehen.

## Geboren
- 03. Januar – Hans-Dieter Hillmoth, deutscher Journalist und Rundfunkmanager, wird in Münster geboren († 2023).
- 14. Januar – Wolfgang Böck, österreichischer Schauspieler (Kaisermühlen Blues, Trautmann), wird in Linz geboren.
- 29. Januar – Paul Fusco, US-amerikanischer Puppenspieler, Schauspieler und Fernsehproduzent (Alf, 1986–90), wird in New Haven (Connecticut) geboren.
- 22. April – Udo Huber – österreichischer Hitparadenpräsenator wird in Wien geboren.
- 13. Juni – Tim Allen, US-amerikanischer Schauspieler (Hör mal, wer da hämmert), wird in Denver, Colorado geboren.
- 15. Juni – Antonia Rados, österreichische Fernsehjournalistin, wird in Klagenfurt geboren.
- 25. Juni – Udo Samel, deutscher Schauspieler, wird bei Trier geboren.
- 09. Oktober – Tony Shalhoub, US-amerikanischer Schauspieler (Monk), wird in Green Bay, Wisconsin geboren.
- 17. Oktober – Roger de Weck, schweizerischer Publizist und Fernsehmoderator (Sternstunden Philosophie), wird in Freiburg im Üechtland geboren.
- 07. November – Ottfried Fischer, deutscher Schauspieler (Benno Berghammer in Der Bulle von Tölz) und Kabarettist, wird in  Untergriesbach geboren.
- 13. November – Frances Conroy, US-amerikanische Schauspielerin (Ruth Fisher in Six Feet Under – Gestorben wird immer), wird in Georgia geboren.

## Gestorben
- 28. Januar – Hans Freundt, deutscher Schauspieler, Hörspielregisseur, Hörfunksprecher und Autor stirbt 60-jährig in seiner Heimatstadt Hamburg. Er war mit einer unfreiwilligen Unterbrechung von 1924 bis 1953 bei der NORAG und dessen Rechtsnachfolger dem NWDR Hamburg u. a. als Abteilungsleiter und Regisseur beschäftigt.
- 29. August – Dénes von Mihály, ungarischer Physiker und Fernsehpionier stirbt 59-jährig in Berlin. Er konstruierte in den 1920er Jahren den „Telehor“, ein frühes Fernsehsystem, das auf mechanischen Bildabtastung beruht.
- 27. September – Hans Fritzsche, deutscher Journalist, politischer Rundfunkkommentator und Mitarbeiter des Reichsministerium für Volksaufklärung und Propaganda (Hier spricht Hans Fritzsche) stirbt 53-jährig in Köln.